# 2012-es ABU Rádiós Dalfesztivál
A 2012-es ABU Rádiós Dalfesztivál volt az első ABU Rádiós Dalfesztivál, melyet Dél-Korea fővárosában, Szöulban rendeztek meg. A versenyre 2012. október 11-én került sor. A helyszín a KBS Concert Hall volt.

## A helyszín és a verseny
A verseny pontos helyszíne a Dél-Korea fővárosában, Szöulban található KBS Concert Hall volt, ami 1 824 fő befogadására alkalmas.

## A résztvevők
Az első verseny mezőnyét tizenöt ország (Ausztrália, Bhután, Brunei, Dél-Korea, a Fidzsi-szigetek, India, Indonézia, Irán, Kirgizisztán, Malajzia, Pakisztán, Szingapúr, Szudán, Vanuatu és Vietnám) huszonnégy előadója és dala alkotta.
Eredetileg Srí Lanka is indult volna, de még a verseny előtt visszaléptek.
Az élő adásban tíz ország tizenhárom dala vett részt, az előválogatóban nyolc ország tizenegy dala esett ki.

## Térkép

Az élő adás résztvevői
Az előválogatón kiesett országok

## Zsűri
- Mark Hemetsberger
- I Cshungon
- Ju Gvanmo
- Hjon Incshol
- K. Vageesh
- Behrooz Razavi Nejad
- Csi Szung
- Rohani Harithuddin
- Kudsia Kahar
- Shanthi Bhagirathan
- Zakiah Halim
- Nguyễn Thị Thứ

## Előválogató
| Ország          | Nyelv            | Előadó                                           | Dal                                 | Magyar fordítás                 | Eredmény     |
| --------------- | ---------------- | ------------------------------------------------ | ----------------------------------- | ------------------------------- | ------------ |
| Ausztrália      | angol            | Danielle Blakey                                  | Fearless                            | Bátor                           | Továbbjutott |
| Ausztrália      | angol            | Sammy Ray Jones                                  | Rinet                               | —                               | Továbbjutott |
| Vanuatu         | angol            | Sammy Ray Jones                                  | Rinet                               | —                               | Továbbjutott |
| Bhután          | angol, dzongkha  | Dechen Wangmo                                    | Black as Snow                       | Fekete, mint a hó               | Továbbjutott |
| Bhután          | dzongkha         | Sonam Tshewang                                   | Nga num che                         |                                 | Kiesett      |
| Brunei          | maláj, angol     | Jazz Hayat                                       | I Stalk Your Profile                | Követem a profilod!             | Kiesett      |
| Brunei          | maláj            | Maria Aires                                      | Yang terindah                       | Olyan szép                      | Továbbjutott |
| Dél-Korea       | koreai           | Afrodino                                         | Pepperoni                           | —                               | Továbbjutott |
| Dél-Korea       | koreai           | Bily Acoustie                                    | For a Rest                          | A nyugalomért                   | Továbbjutott |
| Fidzsi-szigetek | angol            | Luisa Serevi                                     | Help Me to Conserve                 | Segíts, hogy megőrizzem!        | Kiesett      |
| India           | malajálam, angol | Bimblotica                                       | I’m a Girl                          | Egy lány vagyok                 | Kiesett      |
| India           | szanszkrit       | Mathur Lakshmi Keshava & Group                   | Vayam atra sanjataha asmakam punyam |                                 | Kiesett      |
| Indonézia       | indonéz          | Dorkas Lea Waroy                                 | Aku rindu                           | Hiányzol                        | Kiesett      |
| Indonézia       | indonéz          | Rando Sembiring                                  | Menunggu                            | Várni                           | Továbbjutott |
| Irán            | instrumentális   | Heidar, Shokrollah, Sepahvand és N. Razazadeh    | Tone of Joyful Music of Lorestan    | Lorestan vidám zenéjének hangja | Kiesett      |
| Irán            | perzsa           | Man Brothers                                     | Iran                                | Irán                            | Továbbjutott |
| Irán            | instrumentális   | Mohsen Nafar                                     | Dast afshan                         | Táncolás                        | Kiesett      |
| Irán            | perzsa, angol    | Shayan Bohluli, Amin Alizadeh és Hamed Khodadadi | The First Day of Spring             | A tavasz első napja             | Kiesett      |
| Kirgizisztán    | kirgiz           | Aszkat Muszabekov                                | Saginam                             | Elveszett                       | Kiesett      |
| Malajzia        | angol            | K-Town Clan                                      | Party Animal                        | Party állat                     | Továbbjutott |
| Malajzia        | maláj            | Sabhi Sadhi                                      | Waktu                               | Idő                             | Továbbjutott |
| Pakisztán       | urdu             | Bilal Ahmed                                      | Wada                                | Ígéret                          | Továbbjutott |
| Szingapúr       | angol            | Jae Ang                                          | Promise Me                          | Ígérd meg!                      | Továbbjutott |
| Szudán          | arab             | Abdel Gadir Salim                                | Bessama                             | Méreg                           | Kiesett      |
| Vietnám         | vietnámi         | Chu Văn Chương                                   | Homeland Thanks Uncle               | Haza, köszönöm, bácsikám!       | Továbbjutott |

## Élő adás
| #  | Ország     | Nyelv           | Előadó          | Dal                   | Magyar fordítás           | Helyezés | Díj       |
| -- | ---------- | --------------- | --------------- | --------------------- | ------------------------- | -------- | --------- |
| 01 | Dél-Korea  | koreai          | Afrodino        | Pepperoni             | —                         | —        | —         |
| 02 | Brunei     | maláj           | Maria Aires     | Yang terindah         | Olyan szép                | 3.       | Ezüst díj |
| 03 | Malajzia   | angol           | K-Town Clan     | Party Animal          | Party állat               | 5.       | Zsűri díj |
| 04 | Ausztrália | angol           | Sammy Ray Jones | Rinet                 | —                         | 4.       | Bronz díj |
| 04 | Vanuatu    | angol           | Sammy Ray Jones | Rinet                 | —                         | 4.       | Bronz díj |
| 05 | Pakisztán  | urdu            | Bilal Ahmed     | Wada                  | Ígéret                    | —        | —         |
| 06 | Malajzia   | maláj           | Sabhi Sadhi     | Waktu                 | Idő                       | —        | —         |
| 07 | Bhután     | angol, dzongkha | Dechen Wangmo   | Black as Snow         | Fekete, mint a hó         | —        | —         |
| 08 | Irán       | perzsa          | Man Brothers    | Iran                  | Irán                      | —        | —         |
| 09 | Ausztrália | angol           | Danielle Blakey | Fearless              | Bátor                     | 2.       | Arany díj |
| 10 | Indonézia  | indonéz         | Rando Sembiring | Menunggu              | Várni                     | —        | —         |
| 11 | Szingapúr  | angol           | Jae Ang         | Promise Me            | Ígérd meg!                | —        | —         |
| 12 | Vietnám    | vietnámi        | Chu Văn Chương  | Homeland Thanks Uncle | Haza, köszönöm, bácsikám! | —        | —         |
| 13 | Dél-Korea  | koreai          | Bily Acoustie   | For a Rest            | A nyugalomért             | 1.       | Nagydíj   |

## Eredetileg indultak volna, de visszaléptek még a verseny előtt
| Ország          | Nyelv     | Előadó            | Dal               | Magyar fordítás      |
| --------------- | --------- | ----------------- | ----------------- | -------------------- |
| Fidzsi-szigetek | angol     | Sevanaia Yacalevu | Time for a Change | Itt a változás ideje |
| Srí Lanka       | szingaléz | Surendra Perera   | Wehi pabalu sali  | Esőcsepp             |

## Közvetítés
| - Ausztrália – Commercial Radio Australia - Bhután – Centennial Radio - Brunei – Radio Televisyen Brunei - Dél-Korea – KBS 2FM/KBS Radio 2 - Fidzsi-szigetek – Fiji Broadcasting Corporation - India – All India Radio - Indonézia – Radio Republik Indonesia - Irán – Islamic Republic of Iran Broadcasting/Soroush Multimedia Corporation | - Malajzia – Radio Televisyen Malaysia/Astro All Asian Network - Pakisztán – Pakistan Broadcasting Corporation - Srí Lanka – MBC Networks - Szingapúr – MediaCorp - Szudán – Sudan Radio - Vanuatu – Australian Broadcasting Corporation - Vietnám – Voice of Vietnam |